# Баклахорани
Баклахорани (иногда Бакла Хорани или карнавал Татаула, греч. Μπακλαχοράνι, Αποκριές στα Ταταύλα) — карнавал, ежегодно проводящийся в Стамбуле членами местной греко-православной общины в понедельник перед Пепельной средой — то есть в последний понедельник перед Великим постом. Традиция празднования идёт с XIX века или даже ранее: в 1943 году карнавал был запрещён турецкими властями, но начиная с 2010 года — вновь возрождён общиной. Из-за опасений относительно безопасности празднование, парад 2010 года был проведён в относительно небольшом масштабе и без предварительных объявлений; но уже празднование 2011 года стало «полномасштабным» публичным мероприятием.

## Карнавал
В течение почти пяти веков местные греческие общины по всему Стамбулу (носившему до османского завоевания название Константинополь) отмечали праздник «пред-Лент», наполненный яркими событиями: которые включали парады и вечеринки, проводимые в помещении и на улице. Они продолжались в течение нескольких недель до 40-дневного Великого поста. Сам Баклахорани, проходивший в Масленичный понедельник, был последним днём карнавального сезона непосредственно перед Великим постом и являлся с середины XIX века кульминационным событием.
Он начинался как парад в масках, который следовал по греческим кварталам Стамбула — начиная с элитного района Пера и собирая людей по пути. Доходя до Татавлу (теперь Куртулуш), Баклахорани становился торжеством на площади у церкви Святого Димитрия. Название события буквально переводится как «Я ем бобы» — это отсылка к диетическим ограничения поста.
Хотя мероприятие проводилось местными греками, само празднования не ограничивались только греческой общиной города — оно было открыто для всех желающих. Это была также возможность собрать людей из разных районов Стамбула, в районе Шишли, который тогда называли Маленькими Афинами.
Маскарадное шествие проходило под звуки по цамико и мелодий анатолийских народных танцев; основными музыкальными инструментами, сопровождавшими парад, были традиционные для греков барабан, зурна, кларнет и мандолина. Жители районов Бакыркей, Саматя, Фенер и Балат пересекли бухту Золотой Рог по мостам Галата и Ункапани. С другой стороны, ещё одна группа людей из окрестностей районов Босфора, Шишли и Кемербургаз собралась перед католическим кладбищем Пангалты и проходила через главную улицу до той же площади у церкви Святого Димитрия, где и завершались торжества. Молодые греческие мужчины часто носили традиционный костюм фустанеллы, а также — надевали поддельные бороды или усы и разрисовывали свои лица мукой или угольным порошком и сажей. Женщины часто надевали на Баклахорани «одежду с низким вырезом» (декольте). Элементами карнавала были и ночные походы в гости друг к другу, фривольные шутки — часто «ниже пояса» — взаимные дразнилки и просто весёлая перебранка.
Мария Иорданиду описала Бакалахорани в своём романе «Локсандра», вышедшем в 1963 году. В нём рассказывается история молодой гречанки из Константинополя в самом начале XX века. Согласно описанию Иорданиду, люди «со всего Стамбула» собирались в Татавле и пели народные песни по ходу движения парада. Она также писала, что «группы молодых девушек пели песни, а дети катались на каруселях или качались на гондолах, украшенных лентами и флагами. Молодые люди Татавла демонстрировали свои уникальные танцы и игры».
Карнавал достиг пика своей популярности после Первой мировой войны — в годы Союзнической оккупации города, длившейся с 1918 по 1922 год. Он продолжался и после создания Турецкой Республики — вплоть до Второй мировой войны.

## Запрещение и возрождение
Баклахорани был одним из самых известных христианских фестивалей в Стамбуле вплоть до его последнего празднования в 1941 году. После этого греки вместе с другими не-мусульманскими общинами города подвергались социальной и финансовой дискриминации. Закон, запрещающий людям носить маски, положил конец карнавалу в 1943 году.
В 2010 году, спустя почти 70 лет после последнего празднования, исторический карнавал был возрожден группой греков и турок, которые пели, танцевали и шествовали в костюмах по улицам Шишлинского района. Основными организаторами «реинкарнации» фестиваля были Хюсейин Ирмак — исследователь, родившийся в Куртулуше — и Харис Теодорелис Ригас — грек, проживающий в Стамбуле, где он играет музыку в тавернах, специализируясь на «почти вымершем» стиле смешения греческой и турецкой музыки. Ирмак и Ригас считали, что восстановление карнавала станет возможностью для людей вновь открыть многокультурное прошлое Турции и придать «яркость» городской жизни. Из-за опасений относительно безопасности празднование, парад 2010 года был проведён в относительно небольшом масштабе и без предварительных объявлений; но уже празднование 2011 года стало «полномасштабным» публичным мероприятием.